# Dolce pelle di Angela
Dolce pelle di Angela è un film erotico del 1986 scritto e diretto da Andrea Bianchi.

## Trama
Angela, bella ragazza diciottenne appena rimasta orfana, parte per Roma in cerca di fortuna. Durante il viaggio conosce la signora Rocchi, tenutaria d'un postribolo, che l'invita a seguirla, per spingerla a prostituirsi. Angela s'innamora quindi di Rocco, un ladro ricercato dalla giustizia, ma in seguito sposa un anziano e ricco duca: rimasta vedova già dopo la prima notte di nozze, può così godersi l'eredità insieme al suo Rocco.